# Glypta rubricator
Glypta rubricator är en stekelart som beskrevs av Aubert 1972. Glypta rubricator ingår i släktet Glypta och familjen brokparasitsteklar. Inga underarter finns listade i Catalogue of Life.